# Yoshihisa Yoshikawa
Yoshihisa Yoshikawa (jap. 吉川 貴久, Yoshikawa Yoshihisa; * 4. September 1936 in Fukuoka; † 12. Oktober 2019) war ein japanischer Sportschütze.

## Erfolge
Yoshihisa Yoshikawa nahm viermal an Olympischen Spielen mit der Freien Pistole teil. Bei den Olympischen Spielen 1960 in Rom qualifizierte er sich als Elfter der zweiten Qualifikationsgruppe mit 350 Punkten für die Finalrunde, in der er 552 Punkte erzielte. Damit war er punktgleich mit Machmud Omarow hinter Alexei Guschtschin auf dem zweiten Platz. Über den Gewinn der Silbermedaille entschied ein Stechen, in dem sich Omarow mit 26 zu 20 Punkten gegen Yoshikawa durchsetzte, sodass dieser die Bronzemedaille erhielt. Dies war die erste Medaille im Schießen in der olympischen Geschichte Japans. 1964 in Tokio war Yoshikawa abermals unter den besten Schützen, als er mit 554 Punkten das drittbeste Resultat erzielte. Auch Johann Garreis kam auf 554 Punkte, sodass Yoshikawa erneut in ein Stechen um eine olympische Medaille musste. Dieses Mal war er es, der das Duell gewann, das Stechen endete 26:24 zu seinen Gunsten. Damit erhielt er, hinter Väinö Markkanen und Franklin Green, erneut die Bronzemedaille. Vier Jahre darauf blieb er in Mexiko-Stadt zwölf Punkte hinter den Medaillenrängen und schloss den Wettkampf mit 548 Punkten auf dem 17. Platz ab. Bei seiner letzten Olympiateilnahme in München kam er mit 545 Punkten nicht über den 25. Rang hinaus.
1962 wurde Yoshikawa in Kairo hinter Wladimir Stolypin mit der Freien Pistole in der Einzelkonkurrenz Vizeweltmeister. Auf kontinentaler Ebene gewann er 1967 in Tokio ebenfalls im Einzel mit der Freien Pistole die Asienmeisterschaft und belegte vier Jahre darauf in Seoul den zweiten Platz. Bei Asienspielen sicherte er sich 1962 in Jakarta in derselben Disziplin die Goldmedaille, ein Erfolg, den er 1966 in Bangkok nochmals wiederholen konnte. Vier Jahre darauf belegte er, ebenfalls in Bangkok, in der Mannschaftskonkurrenz mit der Großkaliberpistole den ersten Platz. Darüber hinaus gewann er auch im Mannschaftswettbewerb mit der Freien Pistole die Goldmedaille.
Yoshikawa war Polizist. Er starb am 12. Oktober 2019 an Herzversagen.